# Jacob de Graeff
Pour les articles homonymes, voir Graeff.
Jacob de Graeff,  seigneur libre de Purmerland et Ilpendam (Amsterdam, 28 juin 1642 – 21 avril 1690), est une personnalité du Siècle d'or néerlandais.

## Biographie
Jacob de Graeff est issu de la maison de Graeff. Il est fils de Cornelis de Graeff, seigneur libre de Zuid-Polsbroek, régent, maire de la ville d'Amsterdam, membre de la Nederlands Hervormde kerk (« Église réformée néerlandaise »), et de Catharina Hooft, cousine de Pieter Corneliszoon Hooft. ll était un proche parent de Johan de Witt.
En 1648, Jacob de Graeff pose la première pierre du Paleis op de Dam, l'hôtel de ville d'Amsterdam. De Graeff a été un ami d'enfance de Guillaume III d'Orange, et a joué avec lui à la résidence d'été de Soestdijk. Il obtient son diplôme de droit à l'université de Harderwijk en 1662. Il épouse Maria van der Does à La Haye en 1666. Le couple est resté sans enfants. En 1672 de Graeff est conseiller municipal d'Amsterdam. Il perd sa fonction politique en 1672, année désastreuse, en même temps que son frère Pieter de Graeff et son oncle Andries de Graeff. Il vend le palais de Soestdijk à Guillaume III en 1674.